# Чемпионат СССР по боксу 1974
40-й чемпионат СССР по боксу проходил 23-31 марта 1974 года в Ижевске (РСФСР).

## Медалисты
| Весовая категория                   | Золото                                          | Серебро                                       | Бронза                                                                            |
| ----------------------------------- | ----------------------------------------------- | --------------------------------------------- | --------------------------------------------------------------------------------- |
| Первый наилегчайший вес (до 48 кг)  | Евгений Юдин «Труд» (Куйбышев)                  | Дурян Сурен «Динамо» (Ереван)                 | Муллаев Изольд «Спартак» (Ташкент) Плакущий Василий «Буревестник» (Алма-Ата)      |
| Второй наилегчайший вес (до 51 кг)  | Владислав Засыпко «Спартак» (Донецк)            | Бахтай Сапеев «Трудовые резервы» (Алма-Ата)   | Николай Лодин Вооружённые силы (Рига) Анатолий Семёнов Вооружённые силы (Саратов) |
| Легчайший вес (до 54 кг)            | Авдеев Александр Вооружённые силы (Москва)      | Дубовский Эдуард «Трудовые резервы» (Минск)   | Борис Зориктуев «Буревестник» (Москва) Давид Торосян «Трудовые резервы» (Ереван)  |
| Полулёгкий вес (до 57 кг)           | Борис Кузнецов «Трудовые резервы» (Астрахань)   | Валериан Соколов Вооружённые силы (Чебоксары) | Радкевич Виктор Вооружённые силы (Минск) Аветисян Ашот «Буревестник» (Ереван)     |
| Лёгкий вес (до 60 кг)               | Василий Соломин «Трудовые резервы» (Пермь)      | Харченко Владимир «Авангард» (Жданов)         | Валерий Львов «Динамо» (Чебоксары) Никитенко Анатолий Вооружённые силы (Львов)    |
| Первый полусредний вес (до 63,5 кг) | Торопов Анатолий «Трудовые резервы» (Караганда) | Тхоровский Юрий «Локомотив» (Львов)           | Писковой Владимир «Динамо» (Донецк) Кадыр-Ахунов Абдулла «Спартак» (Ташкент)      |
| Второй полусредний вес (до 67 кг)   | Анатолий Березюк Вооружённые силы (Минск)       | Ксифос Константин «Спартак» (РСФСР)           | В. Киселюс «Жальгирис» (Вильнюс) Тлеубаев Леонид Вооружённые силы (Фрунзе)        |
| Первый средний вес (до 71 кг)       | Леонид Шапошников Вооружённые силы (Львов)      | Курышко Виктор Вооружённые силы (Ташкент)     | Городилов Иван Вооружённые силы (Владимир) Толков Олег «Труд» (Украина)           |
| Второй средний вес (до 75 кг)       | Руфат Рискиев «Динамо» (Ташкент)                | Анатолий Климанов «Авангард» (Жданов)         | Куриков Анатолий «Спартак» (Петрозаводск) Геннадий Толмачёв «Динамо» (Эстония)    |
| Полутяжёлый вес (до 81 кг)          | Вячеслав Лемешев Вооружённые силы (Москва)      | Юрий Быстров Вооружённые силы (Москва)        | Очулин Геннадий Вооружённые силы (Горький) Валерий Соколов «Динамо» (Минск)       |
| Тяжёлый вес (свыше 81 кг)           | Евгений Горстков «Труд» (Орск)                  | Кокурин Геннадий Вооружённые силы (Липецк)    | Игорь Высоцкий «Труд» (Магадан) Виктор Ульянич Вооружённые силы (Ростов-на-Дону)  |